# 계륵
계륵(鷄肋)은 고사성어로 한국어로 그대로 풀어보면 '닭의 갈비'라는 뜻이다. 실생활에서는 큰 쓰임이나 이익은 없지만 버리기는 아까운 상황, 물건을 나타낸다.

## 유래
¹《후한서》의 〈양수전〉에서 처음 나온 용어이다. 당시 위나라의 승상 조조는 촉나라의 군주 유비와 한중을 놓고 싸우고 있었다. 이 와중에 그는 진격하는지 퇴각하는지에 관해 큰 고민에 빠져 있었다.
늦은 밤 암호를 정하기 위해 찾아온 하후돈(夏侯惇)에게 조조는 단지 계륵이라고만 할 뿐 다른 언급은 전혀 하지 않았다. 하후돈은 돌아가 장수들과 계륵이 무슨 뜻인지 서로 이야기하였으나 아무도 영문을 알지 못했다. 이 상황에서 조조의 부하중 한 명이었던 양수는 곧바로 짐을 꾸리기 시작했다.
장수들이 의아해 하는 가운데, 양수는 "닭갈비는 먹을만한 살은 없지만 그대로 버리기에는 아까운 부위이다. 결국 이 장소를 버리기는 아깝지만 대단한 땅은 아니라는 뜻이니 버리고 돌아갈 결정이 내릴 예정이다(夫鷄肋 食之則無所得 棄之則如可惜 公歸計決矣)"라고 언급하였다. 조조는 이튿날 한중 땅에서 철수 명령을 내렸다.
《삼국지연의》에는 이러한 뜻을 간파한 양수를 시기한 조조는 군율을 어지럽혔다는 이유로 양수를 참형에 처하였다고 기록되어 있다.
《연의》에서는 한중에서의 전투에서 조조군의 전황이 불리해지자 조조는 철수할까 말까 고민하는데 그 날 저녁 식사로 닭고깃국이 나왔고, 사발에 담긴 닭의 갈비를 보며 조조가 당시 상황을 한탄했다고 한다. 그 후 암호를 정할 때 '계륵이다'라고 중얼거렸다고 한다.
²계륵이라는 것은 한중이라는 땅에 대한 비유가 아니라 당시 조조가 처한 상황으로 보는게 낫다.
유비의 공격에 한중을 지키기 힘들었고 그렇기에 나가지도 물러서지도 못하는 상황을 나타내는 것이다.

## 같이 보기
- 닭갈비
- 고사성어
- 닭